# 배치기
배치기(Baechigi)는 대한민국의 힙합 듀오이며 무웅과 탁으로 구성되어 있다. 데뷔 때부터 오랫동안 스나이퍼 사운드 소속이었으나, 2012년에 YMC 엔터테인먼트로 소속을 옮겼고, 크루 Buddha Baby에서도 나온 것으로 추측된다. 2017년, YMC 엔터테인먼트에서도 계약 종료되어 2018년부터는 〈367〉이라는 자체 레이블을 설립하여 활동 중이다.

## 역사
배치기의 시작은 2005년으로, 동네 친구 사이였던 무웅, 탁이 만나 결성하였다. 당시 고등학교 1학년 동갑내기였던 넷은, 클럽 공연을 중심으로 활동하였으며, 2000년 어느 클럽 공연에서 우연히 MC 스나이퍼를 만나 인연을 쌓게 되었고, 자연스럽게 Buddha Baby 크루의 창립 멤버가 되었다. 한편 이들은 2001년 롯데월드에서 벌어진 힙합페스티벌에서 대상을 타기도 하였다.
2002년 이들은 클럽 Slug.er의 고정 출연 멤버가 되었는데, 그전에 Peda는 유학 문제로 팀에서 탈퇴하게 되었다. 3인조로 재정비된 이들은 Slug.er Presents HIPHOPSCENE, 2001 대한민국 Hip Hop Flex, MC 스나이퍼의 Special Limited Edition 앨범 등에 참여하였으며, 서서히 팀의 앨범을 준비하게 되었다. 이 과정에서 Psyops는 군입대를 하여 활동에 빠졌고, 이후 팀 탈퇴를 확정 짓게 되었다. 한편, Buddha Baby는 스나이퍼 사운드의 창립으로 좀 더 체계적인 활동을 준비하게 되었으며, 이 과정에서 처음으로 발표된 앨범이 바로 배치기의 1집 Giant였다. Giant는 타이틀곡 〈반갑습니다〉로 어느 정도 대중들에게 배치기란 이름을 기억시키는 데 성공하였다. 한편 1집 발매와 함께 '무웅'과 '탁'이란 좀 더 대중들이 기억하기 쉬운 이름으로 개명하였다.
1집 발매 전후로 배치기는 Buddha Baby 내의 뮤지션, 특히 MC 스나이퍼와 많은 콜라보를 보였으며, 일부 Buddha Baby를 비난하는 이들 사이에서도 실력만은 인정 받는 등 매니아들에게도 좋은 평을 받았다. 2006년 이들의 두 번째 앨범이 나왔는데, 이 앨범에서 무웅은 본래의 랩 스타일에서 벗어나 조금씩 멜로디를 넣어 랩하는 스타일을 시도하였으며, 이는 그의 레게 음악에 관한 관심이 기원이 되었다.
2008년에는 세 번째 앨범이 나왔는데, 2집과 3집 사이에 그들은 Jiggy Dogg, Loptimist, Nuol과 작업하는 등, 과거에 비해 Buddha Baby 외부의 아티스트와 더 많은 작업을 하였다. 세 번째 앨범은 발매 직전에 mp3로 유출이 되버리는 불미스러운 사건도 일어났으며, 이 과정에서 L.E.O.의 싸이에 "이젠 앨범을 내고 싶지 않다"라는 뉘앙스의 일촌평을 남겨 이슈가 된 적도 있었다. 이 발언에 관해 무웅은 홧김에 한 발언이었으며, 오히려 3집을 내고 나니 4집을 어서 내고 싶어졌다고 말하였다. 세 번째 앨범은 처음으로 MC 스나이퍼가 아닌 이들이 총괄 프로듀서를 맡아 진행하였으며, 실제로 MC 스나이퍼의 비트가 하나도 실리지 않았다. 이 과정에서 신태권 밴드 등 밴드들이 참여하여 이전과 달리 리얼 세션으로 곡을 꾸몄다. 또, Buddha Baby와 Movement와의 사이가 나쁜 것으로 많은 사람들이 오해하는 상황에서 Double K가 참여한 것도 화제가 되었다. 앨범이 발매된 해의 8월 말에는 단독 콘서트도 열었다.
2009년 배치기는 4월 탁이, 9월 무웅 둘 다 강동구청에서 공익근무요원으로 근무를 시작하여 배치기의 활동이 중단되었다. 무웅의 입소 날짜에 맞춰 디지털 싱글이 하나 더 발표되었다. 이후 2011년 봄, 탁과 무웅이 차례대로 소집해제를 하여 컴백에 대한 기대를 불러모았다.
2011년 10월 스나이퍼 사운드 측은 공식 공지로 배치기가 더 이상 스나이퍼 사운드의 일원이 아님을 알렸다. MC 스나이퍼는 공지에서 2009년 군입대 이후 스나이퍼 사운드와 재계약을 하였으나 얼마 후 계약 해지를 요구해와 이에 응해주었으며, "더 좋은 음악을 남의 힘을 빌려서가 아닌 스스로 해보겠다는 것이었으며 제가 더 이상 해줄 수 없는 부분이 없다 판단해 이러한 결정을 내린 것"이라고 밝혔다. 추후 MC 스나이퍼는 2012년 HIPHOPLE 토크 콘서트 무대에서 "4집, 5집까지 계약이 되어있었으나 군복무 도중에 찾아와 스나이퍼 사운드를 벗어나서 새로운 음악을 해보고 싶은 의견을 강력히 피력하여 계약금만 돌려받고 위약금 없이 보내주었다"고 밝혔다.
이들은 원래 독립 레이블을 만들 생각이었으나, 결국에는 YMC 엔터테인먼트에 둥지를 틀었고 이후 2012년 3월 그들의 새 앨범은 미니 앨범임과 발매가 임박했다는 소식을 탁이 팬카페를 통해 알렸다. 이 앨범은 그 다음달 발매되었다. 이후 2013년 1월 이 앨범의 후속작 격인 4 part 2가 발매되었다. 랍티미스트가 전곡을 프로듀싱한 이 앨범은, 타이틀곡 눈물샤워가 호응을 얻으면서 배치기에게는 데뷔 이래 처음으로 가요 프로그램 1위를 안겨주기도 하였으며, 콘서트가 10분 만에 매진되는 등 큰 인기를 누렸다. 6월에는 두 번째 시즌으로 방영되는 힙합 오디션 프로그램 《SHOW ME THE MONEY》에 D.O. 크루의 일원으로 참여, 아쉽게 본선 2차 공연에서 탈락하였다. 한편, 2013년 말 열린 멜론 뮤직 어워드 및 M.net Asian Music Awards에서 〈눈물샤워〉가 각각 "랩.힙합 부문 상"과 "올해의 발견상"을 수상하는 쾌거를 거두었다.

## 구성원
| 이름 | 소개 |
| ---- | --- |
| 무웅 | - 본명 : 정무웅 - 생년월일 : 1983년 4월 6일(42세) - 출생지 : 대한민국 서울특별시 강동구 - 학력 : 명지대학교 기계공학과 - 포지션 : 래퍼 - 활동기간 : 2005년 ~ 현재      |
| 탁   | - 본명 : 이기철 - 생년월일 : 1983년 9월 10일(41세) - 출생지 : 대한민국 서울특별시 강동구 - 학력 : 백제예술대학교 실용음악과 - 포지션 : 래퍼 - 활동기간 : 2005년 ~ 현재 |

## 디스코그래피
- 2005년 2월 21일 정규 앨범 《Giant》
- 2006년 9월 4일 정규 앨범 《馬耳東風 (마이동풍)》
- 2008년 6월 9일 정규 앨범 《Out of Control》
- 2009년 9월 28일 디지털 싱글 《367일》
- 2012년 4월 12일 미니 앨범 《두 마리》
- 2013년 1월 14일 미니 앨범 《4 part 2》
- 2014년 3월 24일 디지털 싱글 《뜨래요》
- 2014년 8월 29일 디지털 싱글 《소년점프》
- 2014년 12월 31일 디지털 싱글 《악몽 (용감한 형제 10주년 기념 싱글)》
- 2015년 8월 6일 미니 앨범 《甲中甲 (갑중갑)》
- 2015년 10월 21일 디지털 싱글 《이별의 품격》
- 2016년 1월 13일 디지털 싱글 《왈칵》
- 2016년 6월 17일 미니 앨범 《회귀(回歸)》
- 2017년 6월 5일 디지털 싱글 《MoonLight》
- 2018년 5월 9일 미니 앨범 《367》
- 2019년 8월 29일 디지털 싱글 《반칙왕》
- 2019년 9월 28일 디지털 싱글 《걱정안해도》

## 이름
- 배치기(Baechigi)는 팀 결성 당시 그저 강한 인상을 남길 수 있는 단어를 아무거나 지은 것이라고 한다. 공식 데뷔하면서는 "어부들이 바다로 나가기 전 안위와 풍어를 바라면서 부른 노래"라는 뜻으로 사용하고 있다.[1]
- 무웅(Moowoong)는 본명에서 온 것이다. 예명으로 제니오 7(Zenio 7)는 천재를 뜻하는 '지니어스' (genius)의 스펠링을 바꿔쓰고, 행운의 숫자 7을 더한 것이다.[1]
- 탁(TAK)는 어머니의 성에서 온 것이다. 예명으로 탁탁 36(TakTak 36)는 어머니의 성 탁을 두 번 쓰고, 아버지가 돌아가셨을 때의 어머니의 나이 32와 죽을 사(死)를 뜻하는 4를 더해 만든 이름이다.[11]

## 출연작
- 2013년 Mnet 《Show Me The Money 2》
- 2020년 Mnet 《너희가 힙합을 아느냐》

## 수상
- 2013년 KM 뮤직 트라이앵글 종합 1위 "눈물 샤워"
- 2013년 KM 뮤직 트라이앵글 종합 1위 "눈물 샤워" (2주 연속)
- 2013년 Mnet M Countdown 1위 "눈물 샤워"
- 2013년 멜론 뮤직 어워드 뮤직스타일상 랩/힙합 부문 "눈물 샤워"
- 2013년 Mnet 아시안 뮤직 어워드 올해의 발견상 "눈물 샤워"
- 2014년 골든 디스크 디지털 음원부문 힙합상 "눈물 샤워"